# Bianco (Italia)
Bianco es un municipio sito en el territorio de la provincia de Reggio Calabria, en Calabria (Italia).

## Geografía física
Debe su nombre a las colinas de calcáreo que circundan el centro habitado y que desde el mar aparecían a los navegantes como manchas blancas sobre la costa.
El municipio de Bianco ha obtenido, a lo largo de inicio de la década del 2000, la “Bandiera Blu”, distinción otorgada en Italia a los municipios costeros por la calidad de su mar. En efecto este mar límpido atrae un gran número de turistas, y se constituye en su principal fuente de ingreso.

## Historia
Los orígenes de Bianco se al final del siglo XI y principios del siglo X, (AC) en la antigua ciudad greco-romana de Butroto (en cuyo territorio parece que estaba el puerto de Locri Epizefiri), situada a unos 4 km del mar, pero fue casi completamente destruida por el terrible terremoto de 1783, después de lo cual se desarrolló rápidamente en proximidad de la playa, el nuevo centro habitado. 
Hasta entonces, Bianco había sido, después de Gerace, el "Departamento" más importante del territorio por la antigüedad, por el nivel de vida, por las empresas, por la cultura y por la presencia de instituciones eclesiásticas. Con el terremoto de 1908, el traslado al Bianco Nuevo fue total y definitivo. La nueva ubicación a orillas  del mar ha mezclado lentamente la antigua cultura campesina con el nueva cultura costera, sobre la base de inmigrantes de Calabria y Sicilia.
En 1847 se inició en Bianco la insurrección antiborbónica, que culminó en el fusilamiento de los "Cinco Mártires de Gerace".

## Demografía
| Gráfica de evolución demográfica de Bianco entre 1861 y 2001 |
|                                                              |
| Fuente ISTAT - elaboración gráfica a cargo de Wikipedia      |